# Cheick Doucouré
Cheick Oumar Doucouré (Bamako, 9 januari 2000) is een Malinees voetballer die doorgaans speelt als middenvelder. In juli 2022 verruilde hij RC Lens voor Crystal Palace. Doucouré maakte in 2018 zijn debuut in het Malinees voetbalelftal.

## Clubcarrière
Doucouré speelde in Mali bij Real Bamako. In januari 2018 werd hij overgenomen door RC Lens. Bij de Franse club maakte hij zijn professionele debuut op 27 juli 2018, toen met 0–2 gewonnen werd van Orléans door doelpunten van Arthur Gomis en Jean-Ricner Bellegarde. Die laatste kwam als invaller het veld in voor Doucouré, die van coach Philippe Montanier in de basis mocht starten. Zijn eerste doelpunt volgde op 30 november 2018, op bezoek bij FC Lorient. Die club stond bij rust voor door goals van Pierre-Yves Hamel en Alexis Claude-Maurice. Doucouré maakte een kwartier voor tijd gelijk en door een benutte strafschop van Gomis eindigde het duel in 2–2. In december 2019 verlengde Doucouré zijn contract bij Lens tot medio 2024.
In de zomer van 2022 maakte Doucouré voor een bedrag van circa eenentwintig miljoen euro de overstap naar Crystal Palace, waar hij zijn handtekening zette onder een verbintenis voor de duur van vijf seizoenen. Dit contract werd in februari 2024 opengebroken en met twee seizoenen verlengd tot medio 2029.

## Clubstatistieken
| Seizoen | Club           | Competitie     | Competitie | Competitie | Beker | Beker | Internationaal | Internationaal | Totaal | Totaal |
| Seizoen | Club           | Competitie     | Wed.       | Dlp.       | Wed.  | Dlp.  | Wed.           | Dlp.           | Wed.   | Dlp.   |
| ------- | -------------- | -------------- | ---------- | ---------- | ----- | ----- | -------------- | -------------- | ------ | ------ |
| 2018/19 | RC Lens        | Ligue 2        | 29         | 2          | 6     | 0     | —              | —              | 35     | 2      |
| 2019/20 | RC Lens        | Ligue 2        | 21         | 1          | 3     | 0     | —              | —              | 24     | 1      |
| 2020/21 | RC Lens        | Ligue 1        | 33         | 2          | 2     | 2     | —              | —              | 35     | 4      |
| 2021/22 | RC Lens        | Ligue 1        | 34         | 1          | 3     | 0     | —              | —              | 37     | 1      |
| 2022/23 | Crystal Palace | Premier League | 34         | 0          | 1     | 0     | —              | —              | 35     | 0      |
| 2023/24 | Crystal Palace | Premier League | 11         | 0          | 1     | 0     | —              | —              | 12     | 0      |
| 2024/25 | Crystal Palace | Premier League | 13         | 0          | 1     | 0     | —              | —              | 14     | 0      |
| Totaal  | Totaal         | Totaal         | 175        | 6          | 17    | 2     | 0              | 0              | 192    | 8      |

Bijgewerkt op 30 april 2025.

## Interlandcarrière
Doucouré maakte zijn debuut in het Malinees voetbalelftal op 17 november 2018, toen door een doelpunt van Moussa Doumbia met 0–1 gewonnen werd van Gabon in een kwalificatiewedstrijd voor het Afrikaans kampioenschap 2019. Doucouré mocht van bondscoach Mohamed Magassouba als basisspeler aan het duel beginnen en hij werd zeventien minuten voor tijd gewisseld ten faveure van Souleymane Diarra.
| Interlands van Cheick Doucouré voor Mali | Interlands van Cheick Doucouré voor Mali | Interlands van Cheick Doucouré voor Mali | Interlands van Cheick Doucouré voor Mali | Interlands van Cheick Doucouré voor Mali | Interlands van Cheick Doucouré voor Mali | Interlands van Cheick Doucouré voor Mali |
| №                                        | Datum                                    | Wedstrijd                                | Uitslag                                  | Competitie                               | Goals                                    |                                          |
| Als speler bij RC Lens                   | Als speler bij RC Lens                   | Als speler bij RC Lens                   | Als speler bij RC Lens                   | Als speler bij RC Lens                   | Als speler bij RC Lens                   | Als speler bij RC Lens                   |
| ---------------------------------------- | ---------------------------------------- | ---------------------------------------- | ---------------------------------------- | ---------------------------------------- | ---------------------------------------- | ---------------------------------------- |
| 1                                        | 17 november 2018                         | Gabon – Mali                             | 0 – 1                                    | AK 2019 kwalificatie                     |                                          |                                          |
| 2                                        | 26 maart 2019                            | Senegal – Mali                           | 2 – 1                                    | Vriendschappelijk                        |                                          |                                          |
| 3                                        | 14 juni 2019                             | Kameroen – Mali                          | 1 – 1                                    | Vriendschappelijk                        |                                          |                                          |
| 4                                        | 2 juli 2019                              | Angola – Mali                            | 0 – 1                                    | AK 2019                                  |                                          |                                          |
| 5                                        | 13 oktober 2019                          | Zuid-Afrika – Mali                       | 2 – 1                                    | Vriendschappelijk                        |                                          |                                          |
| 6                                        | 9 oktober 2020                           | Mali – Ghana                             | 3 – 0                                    | Vriendschappelijk                        |                                          |                                          |
| 7                                        | 17 november 2020                         | Namibië – Mali                           | 1 – 2                                    | AK 2021 kwalificatie                     |                                          |                                          |
| 8                                        | 1 september 2021                         | Mali – Rwanda                            | 1 – 0                                    | WK 2022 kwalificatie                     |                                          |                                          |
| Als speler bij Crystal Palace            |                                          |                                          |                                          |                                          |                                          |                                          |
| 9                                        | 23 september 2022                        | Mali – Zambia                            | 1 – 0                                    | Vriendschappelijk                        |                                          |                                          |
| 10                                       | 16 november 2022                         | Algerije – Mali                          | 1 – 1                                    | Vriendschappelijk                        |                                          |                                          |
| 11                                       | 24 maart 2023                            | Mali – Gambia                            | 2 – 0                                    | AK 2023 kwalificatie                     |                                          |                                          |
| 12                                       | 18 juni 2023                             | Congo-Brazzaville – Mali                 | 0 – 2                                    | AK 2023 kwalificatie                     |                                          |                                          |
| 13                                       | 12 september 2023                        | Ivoorkust – Mali                         | 0 – 0                                    | Vriendschappelijk                        |                                          |                                          |
| 14                                       | 17 november 2023                         | Mali – Tsjaad                            | 3 – 1                                    | WK 2026 kwalificatie                     |                                          |                                          |

Bijgewerkt op 30 april 2025.